# Hamilton Prioleau Bee

Hamilton Prioleau Bee

Hamilton Prioleau Bee (* 22. Juli 1822 in Charleston, South Carolina; † 3. Oktober 1897 in San Antonio, Texas) war ein Politiker und Brigadegeneral im konföderierten Heer im Sezessionskrieg sowie der Bruder von Brigadegeneral Barnard Elliott Bee.

## Leben
1835 zog er mit seiner Familie von South Carolina ins heutige Texas. Der junge Bee interessierte sich schon früh für Politik, trat in die Demokratische Partei ein und wurde wenige Jahre später Sekretär der US-Texas Boundary Commission. 1846 wurde er Sekretär des ersten Senats von Texas. Anschließend wurde er Mitglied des texanischen Repräsentantenhauses und später Speaker desselben. Er nahm am Mexikanisch-Amerikanischen Krieg als Texas Ranger teil. Nach dem Krieg quittierte er seinen Dienst im Rang eines Oberleutnants und wandte sich weiter der Politik zu.
1861 trat er als Brigadegeneral in die provisorische texanische Armee ein. Stationiert in Brownsville, Texas war seine vordringlichste Aufgabe, den Baumwollhandel mit Europa aufrechtzuerhalten. Als 1863 Unionstruppen unter Generalmajor Banks Brownsville angriffen, konnte Bee noch Waren im Wert von ca. 1 Million US-Dollar retten. 1864 kommandierte er ein texanisches Kavallerie-Regiment, eines von dreien, die General Banks’ Vormarsch bei Mansfield, Louisiana und Pleasant Hill, Louisiana stoppten.
Während des Krieges wurden zwei Pferde unter Bee zusammengeschossen und er wurde im Gesicht verletzt. Nach dem Bürgerkrieg flüchtete er zuerst nach Mexiko, kam dann aber 1876 zurück und ließ sich in San Antonio nieder, wo er am 3. Oktober 1897 verstarb.